# Aptera (automobile)
Pour les articles homonymes, voir Aptera.
L'Aptera (du grec « sans aile ») est un véhicule électrique (version 2e) ou hybride (2h) très profilé, à trois roues et deux places, développé par le nord-américain Aptera Motors. La deuxième génération a vu le jour en 2010. Faute de financement, l'entreprise cessera son activité en décembre 2011, avant de renaître en 2019 sous l'impulsion des mêmes fondateurs. En décembre 2020, un nouveau modèle de « voiture solaire à trois roues » est présenté et sa commercialisation annoncée pour fin 2021 ou en 2022.

## Développement initial 2006-2010

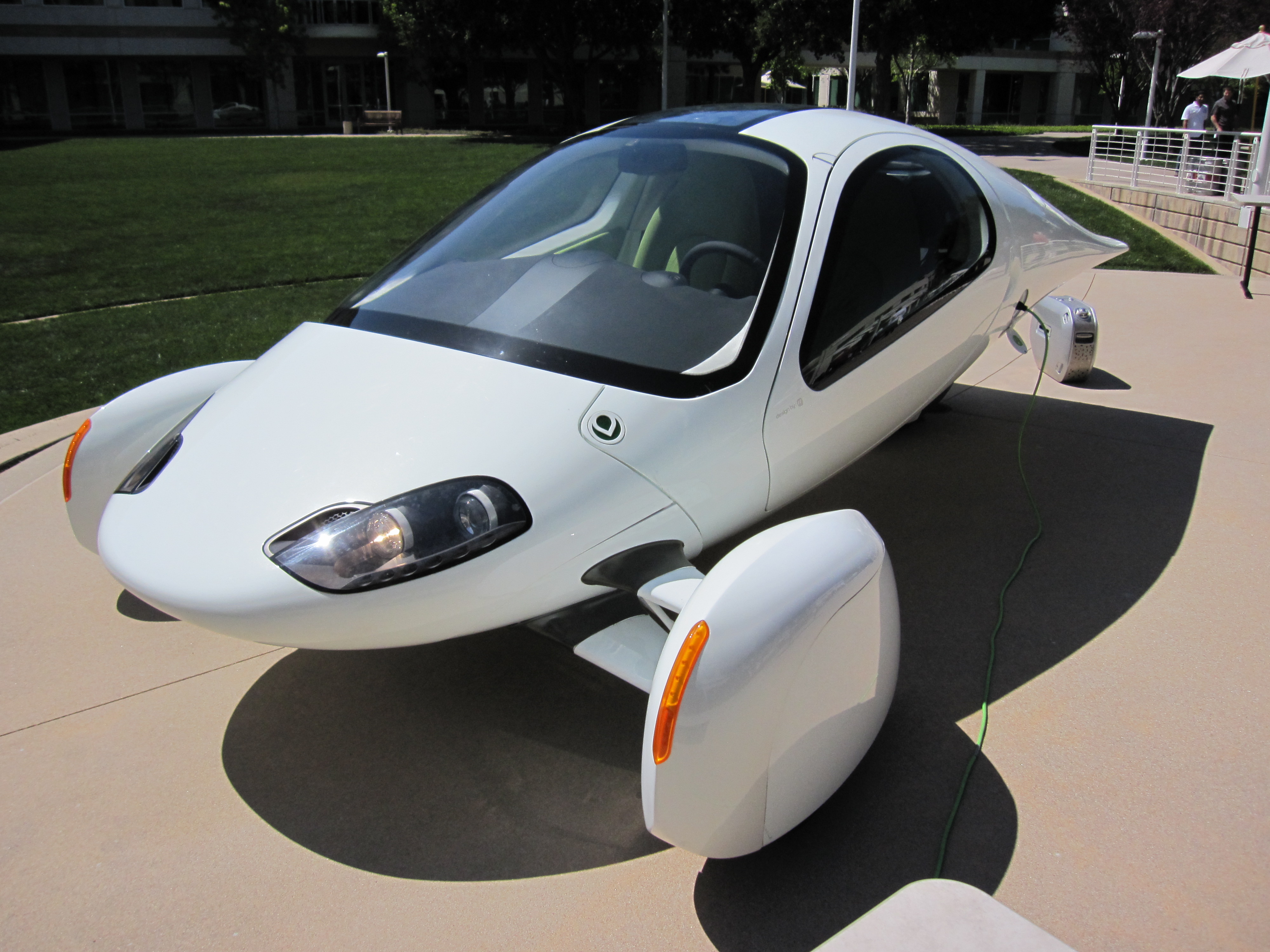
Aptera 1

Le projet démarre en 2006 quand la jeune entreprise Accelerated Composites annonce la fabrication d'un véhicule à faible consommation, via Aptera Motors, fruit de l'imagination de Steve Fambro et Chris Anthony. En mars 2007 le prototype Mk-0 est présenté à la conférence Technology Entertainment Design (TED). Animé d'un moteur à essence de 9 kW et profilé comme un avion, le véhicule affiche une consommation de 1 litre/100 km.
En août 2007 l'équipe annonce sa participation au Progressive Insurance Automotive X Prize, un concours qui récompense le meilleur projet fonctionnel d'un véhicule à faible consommation, électrique ou hybride, après épreuves diverses. Jason Hill, designer de la Smart Fortwo et de la Porsche Carrera GT, améliore le dessin du Mk-0 pour aboutir au Mk-1. Une production est annoncée pour le premier modèle commercial : en version électrique Typ-1e ou hybride Typ-1h tous les deux en propulsion. Le véhicule affiche un coefficient de traînée de 0,11 seulement.
Mais très vite les réalités du marché demandent d'aller plus loin dans l'intégration d'un équipement standard, et l'équipe développe une nouvelle mouture, l'Aptera Typ-2. La seconde génération propose une transmission aux roues avant, des rétroviseurs latéraux à la place des caméras, un intérieur plus confortable et une caméra grand angle intégrée à l'arrière dans le toit, pour une vision arrière pleine. Ces arrangements donnent à l'Aptera 2 un {\displaystyle C_{x}} de 0,15 au lieu du 0,11 précédent.
Il peut rouler à 137 km/h et coûtait, si on le commandait à la maison-mère implantée à Carlsbad, en Californie, entre 27 000 et 30 000 $ en 2008. Mais la crise des subprimes touche le financement de l'entreprise et le développement des véhicules. Les commandes sont repoussées, et le projet ralentit. En 2010 le véhicule reçoit une transmission Borg-Warner 31-03 eGearDrive, un pack de batteries lithium-ion-phosphate de A123Systems et un moteur électrique Remy de 82 kW, pour une autonomie de 190 km à vitesse stabilisée sur autoroute. 2 500 personnes déposent un acompte pour livraison.

## Dépôt de bilan fin 2011
Mais en dépit de nombreux sponsors le financement reste insuffisant, Aptera Motors est obligée de se mettre sous la chapitre 11 de la loi des faillites nord-américaine. Le Department of Energy (DOE) considérant le tricycle comme faisant partie de la catégorie des motocyclettes, le développement du véhicule ne put recevoir les subventions fédérales prévues pour les véhicules à faible consommation.

## Renaissance de la société en 2020

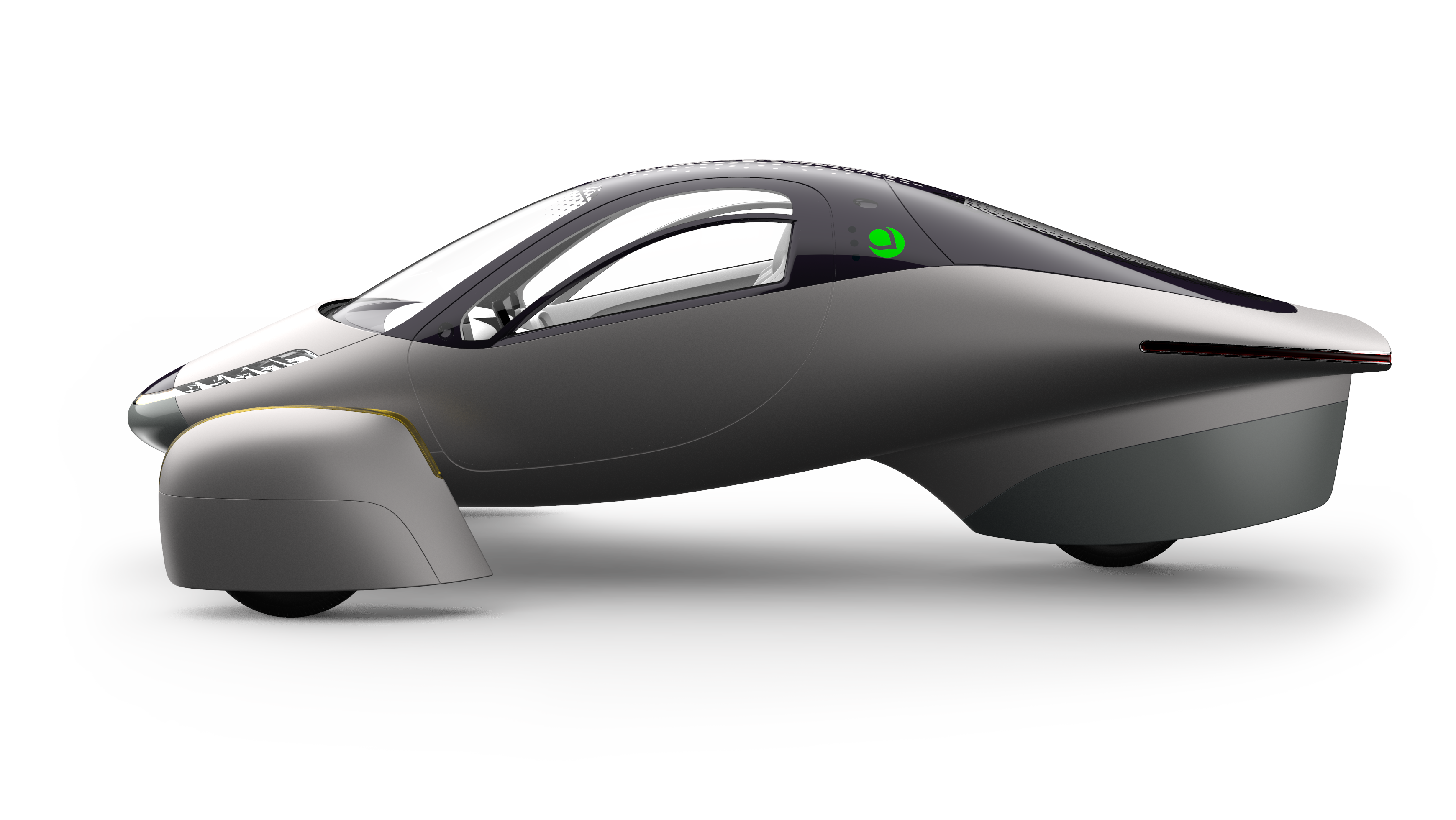
L'Aptera en août 2019.

En décembre 2020, Aptera présente la dernière évolution de l'Aptera avec apport énergétique solaire photovoltaïque. Fabriqué à partir de composites de qualité aérospatiale, le véhicule atteint une aérodynamique avec un coefficient de traînée de seulement 0,13. Elle est proposée en plusieurs versions, dont la mieux dotée aura une batterie d’une capacité supérieure à 100 kWh avec une autonomie de 1 600 km, les autres versions ayant des autonomies annoncées de 402 km (25 kWh), 643 km (40 kWh) et 965 km(60 kWh).
Le 0 à 100 km/h est annoncé en 3,5 s grâce à un système de contrôle de la répartition de la motricité sur les trois roues moteurs à refroidissement liquide.

### Apport solaire
Dans les meilleures conditions d'ensoleillement et d'orientation du véhicule, les cellules solaires réparties sur la coque permettraient de faire 70 km par jour sans avoir à recharger. La pré-réservation en ligne est ouverte le 4 décembre 2020 pour une commercialisation fin 2021 ou en 2022. En une semaine plus de 4000 véhicules sont réservés.

## Qualités techniques
Le véhicule Aptera 2 propose une aérodynamique soignée lui autorisant un {\displaystyle C_{x}} de 0,13. La consommation est donnée pour 6,2 kWh/100km, ce qui équivaut à une traînée de 224 N (pour une vitesse non précisée). De fait, avec cette consommation de 62 Wh/km, la plus grosse batterie (de 100 kWh) semble promettre une autonomie de 1 612 km (soit les 1 000 miles visés par la marque).
Quoique l'engin soit haut sur patte, la masse des batteries installées dans son plancher lui assure tout de même un centre de gravité bien placé qui évite le risque de tonneaux.
La déformation de la structure en composite a été étudiée sur le logiciel ABAQUS, elle répond théoriquement aux exigences de sécurité contemporaines. Sa coque en composite sandwich forme une cage de protection pour les passagers. La zone frontale de déformation et d'absorption de choc s'étend sur 114 cm, ce qui est supérieur aux normes. De plus la zone de contact est plus haute que celle des pare-chocs classiques, de sorte qu'en cas de collision une bonne partie de l'énergie cinétique glisserait sous le véhicule[pas clair].
Son caractère écologique se manifeste par l'utilisation de matériaux recyclables, évitant autant que possible l'usage des métaux lourds et des matières plastiques à faible qualité environnementale. Sièges et garnitures sont réalisés en matières plastiques ecospun, recyclées à partir des bouteilles en polytéréphtalate d'éthylène (PET).